# 慾海浮生
《慾海浮生》（英語：Lust for Life）是一部1956年的美國傳記片，由雲信·明尼里執導，卻·德格拉斯及安東尼·昆等主演。電影改編自歐文·斯通1934年的同名小說，描述梵高從離開荷蘭到在法國逝世的經過。
此片入圍數項奧斯卡金像獎，包括最佳男主角獎、最佳美術指導獎及最佳改編劇本獎，而扮演保羅·高更的安東尼·昆更在當屆頒獎禮上贏得最佳男配角獎。

## 演員
- 卻·德格拉斯 飾 文生·梵高
- 安東尼·昆 飾 保羅·高更
- 占士·當奴（英语：James Donald） 飾 特奧·梵谷，梵高的弟弟
- Pamela Brown 飾 Christine
- Everett Sloane 飾 Dr. Gachet
- Henry Daniell 飾 Theodorus van Gogh，梵高兩兄弟的父親
- Madge Kennedy 飾 Anna Cornelia van Gogh，梵高兩兄弟的母親
- Noel Purcell 飾 Anton Mauve
- Niall MacGinnis 飾 Roulin
- Jill Bennett 飾 Willemien
- Lionel Jeffries 飾 Dr. Peyron
- Laurence Naismith 飾 Dr. Bosman
- Eric Pohlmann 飾 Colbert
- Jeanette Sterke 飾 Kay
- Toni Gerry 飾 Johanna

## 製作
其中一個重拍鏡頭是由喬治·丘克在導演監督下拍攝。

## 外部連結
- 互联网电影数据库（IMDb）上《慾海浮生》的资料（英文）
- （相伴短片）互联网电影数据库（IMDb）上《Van Gogh: Darkness Into Light》的资料（英文）
- TCM电影资料库上《慾海浮生》的资料（英文）
- AllMovie上《慾海浮生》的资料（英文）